# Sommer-Paralympics 2016/Teilnehmer (Iran)
| stlisierte Goldmedaille | stlisierte Silbermedaille | stlisierte Bronzemedaille |
| ----------------------- | ------------------------- | ------------------------- |
| 8                       | 9                         | 7                         |

Der Iran entsandte 23 Athletinnen und 85 Athleten zu den Paralympischen Sommerspielen 2016 in Rio de Janeiro,  die in zwölf Sportarten antraten. Fahnenträgerin für den Iran bei der Eröffnungsfeier war der Sitzvolleyballerin Eshrat Kordestani. Die Erfolge der iranischen Delegation wurden vom Tod des Radsportlers Bahman Golbarnezhad überschattet, der nach einem Sturz im Straßenrennen am 17. September 2016 starb.

## Medaillen

### Medaillenspiegel
| Rang   | Sportart       | Gold | Silber | Bronze | Gesamt |
| ------ | -------------- | ---- | ------ | ------ | ------ |
| 1      | Bogenschießen  | 2    | 1      | 1      | 4      |
| 2      | Powerlifting   | 2    | 0      | 1      | 3      |
| 3      | Schießen       | 2    | 0      | 0      | 2      |
| 4      | Leichtathletik | 1    | 6      | 5      | 12     |
| 5      | Sitzvolleyball | 1    | 0      | 0      | 1      |
| 6      | 5er-Fußball    | 0    | 1      | 0      | 1      |
| 6      | 7er-Fußball    | 0    | 1      | 0      | 1      |
| Gesamt | Gesamt         | 8    | 9      | 7      | 24     |

## Teilnehmer nach Sportart

### Bogenschießen
| Athleten                          | Wettbewerb    | Qualifikation | Qualifikation | 1. Runde      | 1. Runde | Achtelfinale    | Achtelfinale | Viertelfinale          | Viertelfinale | Halbfinale      | Halbfinale    | Finale              | Finale        | Rang |
| Athleten                          | Wettbewerb    | Ringe         | Rang          | Gegner        | Ergebnis | Gegner          | Ergebnis     | Gegner                 | Ergebnis      | Gegner          | Ergebnis      | Gegner              | Ergebnis      | Rang |
| --------------------------------- | ------------- | ------------- | ------------- | ------------- | -------- | --------------- | ------------ | ---------------------- | ------------- | --------------- | ------------- | ------------------- | ------------- | ---- |
| Männer                            |               |               |               |               |          |                 |              |                        |               |                 |               |                     |               |      |
| Hadi Nori                         | Compound Open | 685           | 3             | Y. Yahaya     | 136:126  | Ai X.           | 134:138      | ausgeschieden          | ausgeschieden | ausgeschieden   | ausgeschieden | ausgeschieden       | ausgeschieden | 9    |
| Majid Kakoosh                     | W1            | 628           | 7             | —             | —        | O. Hatem        | 131:129      | D. Drahoninsky         | 122:142       | ausgeschieden   | ausgeschieden | ausgeschieden       | ausgeschieden | 5    |
| Ebrahim Ranjbarkivaj              | Recurve Open  | 637           | 1             | G. Jonasts    | 6:2      | D. Philips      | 6:4          | P. Sawicki             | 7:3           | G. Rahimi       | 4:6           | L. Rezende          | 7:1           |      |
| Gholamreza Rahimi                 | Recurve Open  | 624           | 5             | Kim J.-h.     | 6:2      | Yu He           | 6:0          | T. Ueyama              | 6:2           | E. Ranjbarkivaj | 6:4           | H. Netsiri          | 7:3           |      |
| Frauen                            |               |               |               |               |          |                 |              |                        |               |                 |               |                     |               |      |
| Somayeh Abbaspour                 | Compound Open | 657           | 2             | —             | —        | L. Kupczyk      | 140:129      | J. Grinham             | 137:136       | Lin Y.          | 129:137       | Kim M.-s.           | 138:140       | 4    |
| Zahra Nemati                      | Recurve Open  | 627           | 2             | Z. Valiyeva   | 6:0      | Jo J.-m.        | 6:0          | E. Mijno               | 6:4           | Lee H.-s.       | 6:0           | Wu C.               | 6:4           |      |
| Mohadeseh Kohansal                | Recurve Open  | 541           | 24            | M. Nur Eroglu | 6:2      | R. Dzoba-Balian | 0:6          | ausgeschieden          | ausgeschieden | ausgeschieden   | ausgeschieden | ausgeschieden       | ausgeschieden | 9    |
| Mixed                             |               |               |               |               |          |                 |              |                        |               |                 |               |                     |               |      |
| Hadi Nori Somayeh Abbaspour       | Compound Team | 1342          | 1             | —             | —        | —               | —            | Südkorea               | 148:153       | ausgeschieden   | ausgeschieden | ausgeschieden       | ausgeschieden | 5    |
| Ebrahim Ranjbarkivaj Zahra Nemati | Recurve Team  | 1264          | 1             | —             | —        | Frankreich      | 6:0          | Vereinigtes Königreich | 5:4           | Italien         | 6:0           | Volksrepublik China | 3:5           |      |

### 5er-Fußball
| Wettbewerb   | Männer |
| ------------ | --- |
| Athleten     | Mohammad Heidari Amir Pourrazavi Haftdaran Sadegh Rahimighasr Hossein Rajabpour Ahmadreza Shah Hosseini Ardekani Behzad Zadaliasghari Yengejeh Rasool Baseri Mohammadreza Mehninasab |
| Gruppenphase | Türkei (0:0) Marokko (2:0) Brasilien (0:0) |
| Halbfinale   | Argentinien (0:0), (2:1) |
| Finale       | Brasilien (0:1) |
| Rang         | Silber |

### 7er-Fußball
| Wettbewerb   | Männer |
| ------------ | --- |
| Athleten     | Hashem Rastegarimobin Moslem Akbari Rasoul Atashafrouz Jasem Bakhshi Sadegh Hassani Baghi Moslem Khazaeipirsarabi Farzad Mehri Mehdi Jamali Hossein Tiz Bor Lotfollah Jangjou Hassan Safari Babak Safarikourabbasloo Behnam Sohrabi Mohammad Kharat |
| Gruppenphase | Argentinien (3:1) Vereinigte Staaten (2:0) Niederlande (2:0) |
| Halbfinale   | Brasilien (5:0) |
| Finale       | Ukraine (1:2) |
| Rang         | Silber |

### Judo
| Athleten                | Wettbewerb         | 1. Runde         | 1. Runde | 1. Hoffnungsrunde | 1. Hoffnungsrunde | Viertelfinale         | Viertelfinale | 2. Hoffnungsrunde | 2. Hoffnungsrunde | Halbfinale | Halbfinale | Kampf um Gold/Bronze | Kampf um Gold/Bronze | Rang |
| Athleten                | Wettbewerb         | Gegner           | Erg.     | Gegner            | Erg.              | Gegner                | Erg.          | Gegner            | Erg.              | Gegner     | Erg.       | Gegner               | Erg.                 | Rang |
| ----------------------- | ------------------ | ---------------- | -------- | ----------------- | ----------------- | --------------------- | ------------- | ----------------- | ----------------- | ---------- | ---------- | -------------------- | -------------------- | ---- |
| Männer                  |                    |                  |          |                   |                   |                       |               |                   |                   |            |            |                      |                      |      |
| Seyed Omid Nouri Jafari | Klasse bis 81 kg   | S. Junk          | 111:0    | —                 | —                 | Lee J.-m.             | 03:02         | S. Khalilov       | 110:002           | —          | —          | O. Kosinov           | 0:100                | 5    |
| Hamed Alizadeh          | Klasse bis 100 kg  | M. Porter        | 110:0    | —                 | —                 | Y. Fernandez Sastre   | 0:110         | K. Abdullakhanli  | 02:01             | —          | —          | ausgeschieden        | ausgeschieden        | 7    |
| Hamzeh Nadri            | Klasse über 100 kg | W. Montero Lopez | 101:0    | —                 | —                 | Y. Jimenez Dominiguez | 01:0          | G. Albdoor        | 100:0             | —          | —          | K. Masaki            | 0:100                | 5    |

### Leichtathletik
Laufen
| Athleten                                 | Wettbewerb | Vorlauf | Vorlauf | Halbfinale | Halbfinale | Finale        | Finale        | Rang |
| Athleten                                 | Wettbewerb | Zeit    | Rang    | Zeit       | Rang       | Zeit          | Rang          | Rang |
| ---------------------------------------- | ---------- | ------- | ------- | ---------- | ---------- | ------------- | ------------- | ---- |
| Männer                                   |            |         |         |            |            |               |               |      |
| Ahmad Ojaghlou                           | 100 m T47  | 11,22 s | 5       | —          | —          | 11,27 s       | 8             | 8    |
| Hamid Eslami Guide: Hossein Salehimanesh | 1500 m T11 | DSQ     | DSQ     | —          | —          | ausgeschieden | ausgeschieden | DSQ  |
| Peyman Nasiri Bazanjani                  | 1500 m T20 | —       | —       | —          | —          | 3:56,24 min   | 3             |      |

Springen und Werfen
| Athleten                   | Wettbewerb       | Finale      | Finale      | Rang |
| Athleten                   | Wettbewerb       | Weite       | Rang        | Rang |
| -------------------------- | ---------------- | ----------- | ----------- | ---- |
| Männer                     |                  |             |             |      |
| Ali Olfatnia               | Weitsprung T37   | 5,52 m      | 9           | 9    |
| Alireza Ghaleh Nasseri     | Diskuswerfen F56 | 44,04 m     | 2           |      |
| Ali Mohammadyari           | Diskuswerfen F56 | keine Weite | keine Weite | NM   |
| Saman Pakbaz               | Kugelstoßen F12  | 15,98 m     | 2           |      |
| Younes Seifipour           | Kugelstoßen F32  | 8,40 m      | 5           | 5    |
| Mohsen Kaedi               | Kugelstoßen F34  | 10,70 m     | 5           | 5    |
| Siamak Saleh Farajzadeh    | Kugelstoßen F34  | 10,65 m     | 6           | 6    |
| Mehran Nikoee Majd         | Kugelstoßen F35  | 14,54 m     | 4           | 4    |
| Seyedmohsen Hosseinipanah  | Kugelstoßen F35  | 13,14 m     | 5           | 5    |
| Sajad Mohammadian          | Kugelstoßen F42  | 14,31 m     | 2           |      |
| Asadollah Azimi            | Kugelstoßen F53  | 8,14 m      | 3           |      |
| Alireza Mokhtari Hemami    | Kugelstoßen F53  | 7,87 m      | 4           | 4    |
| Hamed Amiri                | Kugelstoßen F55  | 11,40 m     | 2           |      |
| Jalil Bagheri Jeddi        | Kugelstoßen F55  | 11,16 m     | 6           | 6    |
| Javid Ehsani Shakib        | Kugelstoßen F57  | 14,13 m     | 3           |      |
| Sajad Nikparast            | Speerwerfen F13  | 62,74 m     | 2           |      |
| Mohsen Kaedi               | Speerwerfen F34  | 33,42 m     | 3           |      |
| Javad Hardani              | Speerwerfen F38  | 48,46 m     | 3           |      |
| Mohammad Fathiganji        | Speerwerfen F46  | 54,67 m     | 4           | 4    |
| Mohammad Khalvandi         | Speerwerfen F57  | 46,12 m     | 1           |      |
| Abdollah Heidari Til       | Speerwerfen F57  | 43,77 m     | 2           |      |
| Frauen                     |                  |             |             |      |
| Batoul Jahangiri           | Kugelstoßen F33  | 4,57 m      | 6           | 6    |
| Maryam Soltani             | Speerwerfen F34  | 15,00 m     | 7           | 7    |
| Hashemiyeh Motaghian Moavi | Speerwerfen F56  | 19,83 m     | 4           | 4    |

### Kanu
| Athleten           | Wettbewerb | Vorlauf  | Vorlauf | Halbfinale | Halbfinale | Finale        | Finale        | Rang |
| Athleten           | Wettbewerb | Zeit     | Rang    | Zeit       | Rang       | Zeit          | Rang          | Rang |
| ------------------ | ---------- | -------- | ------- | ---------- | ---------- | ------------- | ------------- | ---- |
| Frauen             |            |          |         |            |            |               |               |      |
| Shahla Behrouzirad | KL3 200 m  | 58,900 s | 5       | 56,580 s   | 5          | ausgeschieden | ausgeschieden | 9    |

### Powerlifting (Bankdrücken)
| Athleten                   | Wettbewerb  | Ergebnis | Rang   |
| -------------------------- | ----------- | -------- | ------ |
| Männer                     |             |          |        |
| Hamzeh Mohammadi           | bis 65 kg   | 187 kg   | 4      |
| Majid Farzin               | bis 80 kg   | 240 kg   | Gold   |
| Seyedhamed Solhipouravanji | bis 88 kg   | NVL      | NVL    |
| Saman Razi                 | bis 97 kg   | 221 kg   | 4      |
| Ali Sadeghzadehsalmani     | bis 107 kg  | 226 kg   | Bronze |
| Siamand Rahman             | über 107 kg | 305 kg   | Gold   |

### Radsport

#### Straße
| Athleten            | Wettbewerb          | Zeit         | Rang |
| ------------------- | ------------------- | ------------ | ---- |
| Männer              |                     |              |      |
| Bahman Golbarnezhad | Einzelzeitfahren C4 | 46:03,62 min | 14   |
| Bahman Golbarnezhad | Straßenrennen C4-5  | DNF          | DNF  |

### Rollstuhlbasketball
| Wettbewerb       | Männer |
| ---------------- | --- |
| Athleten         | Vahid Gholamazad Esmaeil Hosseinpour Hakim Mansouri Hassan Abdi Morteza Abedi Iman Bagzadehfard Saman Balaghi Morteza Ebrahimi Omid Hadiazhar Mohammad Mohammad Nezhad Mohammad Sehi Mohsen Tolouei |
| Gruppenphase     | Deutschland (69:63) Vereinigtes Königreich (60:84) Vereinigte Staaten (44:93) Brasilien (50:73) Algerien (72:48)                                                                                    |
| Spiel um Platz 9 | Japan (52:65) |
| Rang             | 10 |

### Sitzvolleyball
| Wettbewerb       | Männer | Frauen |
| ---------------- | --- | --- |
| Athleten         | Davoud Alipourian Sadegh Bigdeli Majid Lashkarisanami Ramezan Salehihajikolaei Isa Zirahi Meisam Ali Pour Mahdi Babadi Hossein Golestani Arash Khormali Mehrzad Mehravan Morteza Mehrzad Abolfazl Oliyaei | Zahra Abdi Zahra Danayetous Mehri Fallahi Daryakenari Nasrin Farhadi Tayebeh Jafarivardanjani Sakineh Keshvari Samira Khaleghi Batoul Khalilzadeh Farsangi Eshrat Kordestani Zeinab Maleki Dizicheh Zahra Nejatiaref Masoumeh Zarei Barouti |
| Gruppenphase     | Volksrepublik China 3:0 Bosnien und Herzegowina 3:0 Ukraine 3:0 | Vereinigte Staaten 3:2 Ruanda 3:0 Volksrepublik China 0:3 |
| Spiel um Platz 5 | — | Niederlande 3:2 |
| Halbfinale       | Brasilien 3:0 | ausgeschieden |
| Finale           | Bosnien und Herzegowina 3:1 | ausgeschieden |
| Rang             | Gold | 5 |

### Schießen
| Athleten                 | Wettbewerb                  | Qualifikation   | Qualifikation | Finale          | Finale        | Rang |
| Athleten                 | Wettbewerb                  | Ringe/ Scheiben | Rang          | Ringe/ Scheiben | Rang          | Rang |
| ------------------------ | --------------------------- | --------------- | ------------- | --------------- | ------------- | ---- |
| Männer                   |                             |                 |               |                 |               |      |
| Mahdi Zamanishurabi      | 10 m Luftpistole SH1        | 551             | 24            | ausgeschieden   | ausgeschieden | 24   |
| Frauen                   |                             |                 |               |                 |               |      |
| Sareh Javanmardidodmani  | 10 m Luftpistole SH1        | 376             | 2             | 193,4           | 1             | Gold |
| Alieh Mahmoudikordkheili | 10 m Luftpistole SH1        | 376             | 1             | 72,7            | 8             | 8    |
| Samira Eram              | 10 m Luftpistole SH1        | 358             | 16            | ausgeschieden   | ausgeschieden | 16   |
| Mixed                    |                             |                 |               |                 |               |      |
| Sareh Javanmardidodmani  | 50 m freie Pistole SH1      | 534             | 3             | 189,5           | 1             | Gold |
| Alieh Mahmoudikordkheili | 50 m freie Pistole SH1      | 522             | 12            | ausgeschieden   | ausgeschieden | 12   |
| Mahdi Zamanishurabi      | 50 m freie Pistole SH1      | 493             | 32            | ausgeschieden   | ausgeschieden | 32   |
| Masoumeh Khodabakhshi    | 10 m Luftgewehr stehend SH2 | 627,0           | 14            | ausgeschieden   | ausgeschieden | 14   |

### Schwimmen
| Athleten       | Wettbewerb        | Vorlauf     | Vorlauf | Finale        | Finale        | Rang |
| Athleten       | Wettbewerb        | Zeit        | Rang    | Zeit          | Rang          | Rang |
| -------------- | ----------------- | ----------- | ------- | ------------- | ------------- | ---- |
| Männer         |                   |             |         |               |               |      |
| Shahin Izadyar | 100 m Brust SB9   | 1:09,63 min | 7       | 1:10,82 min   | 8             | 8    |
| Shahin Izadyar | 50 m Freistil S10 | 25,32 s     | 10      | ausgeschieden | ausgeschieden | 10   |